# New (album)
Pour les articles homonymes, voir NEW.
Albums de Paul McCartney
Kisses on the Bottom
(2012) Egypt Station
(2018)
Singles
New est un album de Paul McCartney, sorti le 14 octobre 2013. C'est le seizième album solo de sa carrière. Il connaît d'emblée un très bon accueil de l'ensemble des critiques (aussi bien pour les français que du côté des britanniques et des américains), le magazine Rolling Stone (dont McCartney fait la couverture du no 1195 daté du 7 novembre), sous la plume de Will Hermes, le considérant comme « l'un des grands albums pop du XXIe siècle », et le plaçant ainsi en 4e position sur la liste des 50 meilleurs albums de l'année 2013.
Le succès commercial est également au rendez-vous puisque l'album est no 1 en Norvège, atteint la troisième place des charts au Royaume-Uni et aux États-Unis ainsi que la deuxième place au classement des ventes en France,, au Danemark et au Japon pour sa première semaine, ce qui constitue le meilleur démarrage pour un album solo de l'ex-Beatles depuis près de vingt-cinq ans avec la sortie de Flowers in the Dirt.

## Enregistrement
En 2012, Paul McCartney commence à travailler sur un nouveau disque, son premier album studio constitué de nouveaux titres depuis Memory Almost Full, sorti en 2007. Il enregistre aux studios Air et Abbey Road de Londres avec le producteur Giles Martin (le fils de George Martin) qui produit six morceaux, en faisant aussi appel, pour deux chansons chacun, à Ethan Johns (en) (le fils de Glyn Johns), Mark Ronson (producteur de la chanson UpTown Funk!) et Paul Epworth (avec lequel il écrit trois chansons),. Des séances ont lieu à Los Angeles aux studios Henson (en) et à New York aux studios Avatar (en). Les titres sont mixés par Mark Stent.

## Liste des titres
Toutes les chansons composées par Paul McCartney sauf indications contraires.
1. Save Us (Paul McCartney et Paul Epworth) (producteur : Paul Epworth[31])
2. Alligator (producteur : Mark Ronson)
3. On My Way to Work (producteur : Giles Martin)
4. Queenie Eye (Paul McCartney et Paul Epworth) (producteur : Paul Epworth)
5. Early Days (producteur : Ethan Johns)
6. New (producteur : Mark Ronson)
7. Appreciate (producteur : Giles Martin)
8. Everybody Out There (producteur : Giles Martin)
9. Hosanna (producteur : Ethan Johns)
10. I Can Bet (producteur : Giles Martin)
11. Looking At Her (producteur : Giles Martin)
12. Road (Paul McCartney et Paul Epworth) (producteur : Paul Epworth)
13. Turned Out (Bonus sur les éditions « Deluxe » et japonaise)
14. Get Me Out Of Here (Bonus sur les éditions « Deluxe » et japonaise)
15. Struggle (Bonus sur l'édition japonaise)
16. Scared (Morceau caché sur les éditions standard[32], « Deluxe » et japonaise)

New Collector’s Edition
- Le disque 1 est l'édition « Deluxe »
- Le disque 2 contient:

1. Struggle (Piste bonus de l'édition japonaise)
2. Hell To Pay (Chanson inédite)
3. Demons Dance (Chanson inédite)
4. Save Us (En spectacle au Tokyo Dome, 2013) (Paul McCartney et Paul Epworth)
5. New (En spectacle au Tokyo Dome, 2013)
6. Queenie Eye (En spectacle au Tokyo Dome, 2013) (Paul McCartney et Paul Epworth)
7. Everybody Out There (En spectacle au Tokyo Dome, 2013)

- Le disque 3 est un DVD contenant plusieurs documents vidéo.

## Singles
Le single New, produit par Mark Ronson, paraît en août 2013. Il donne son titre à l'album, qui est sorti le 14 octobre au Royaume-Uni et le 15 aux États-Unis,. New est édité au Royaume-Uni par le label Virgin EMI Records, créé après l'acquisition d'EMI par Universal Music Group, et aux États-Unis par Hear Music, filiale de Starbucks. Sortie uniquement en single sur itunes, il atteint la première place des charts dans la catégorie "itunes rock" dans 27 pays (Argentine, Bolivie, Brésil, Bulgarie, Burkina Faso, Îles Cayman, Chili, Colombie, République dominicaine, Équateur, Égypte, Estonie, Grèce, Guatemala, Inde, Italie, Japon, Jordanie, Macao, Mexique, Moldavie, Mozambique, Pays-Bas, Pérou, Russie, Espagne et Ukraine).[réf. nécessaire]
Queenie Eye est le second single de l'album, accompagné d'un clip dans lequel figurent une pléiade d'artistes tels que Johnny Depp, Kate Moss, Meryl Streep, Tom Ford, Sean Penn, Jeremy Irons et bien d'autres. Ce single atteint lui aussi le haut des charts itunes rock mais dans trois pays uniquement (Argentine, Équateur et Bielorussie).[réf. nécessaire]

## Personnel
- Paul McCartney – chant (1–14), guitare (1–5, 8–11, 13, 14), basse (1–4, 6, 8–13), percussions (2, 4, 5, 6, 10–13), synthétiseur (2, 4, 10, 11, 13), céleste (2, 12), glockenspiel (2), Play-Me-A-Song book (2), guitare boîte de cigare (3, 7), piano (4, 6, 8, 12), batterie (3, 7, 10, 11, 13), guitare lap steel (4), Mellotron (4, 6, 8, 11), contrebasse (5), harmonium (5), clavecin (6), piano électrique Fender Rhodes (6, 10), bouzouki (6), claviers (7, 8, 12, 13), bandes en boucles (9, 10), cloches tubulaires (13)

Avec :
- Rusty Anderson – guitare (2, 3, 5–8, 10, 11, 13), bouzouki (6, 7), chœurs (6, 7), bouteille d'eau (14),
- Brian Ray – guitare (2, 3, 6–8, 13), dulcimer (5), chœurs (6, 7, 14), guitare bariton (7), congas (14)
- Paul Wickens – claviers (2), guitare (3), piano (3), accordéon (3), chœurs (6), orgue Hammond (10)
- Toby Pitman – programmation (3, 7, 8, 10, 11), claviers (8, 11)
- Abe Laboriel, Jr. – batterie (2, 6–8, 13), chœurs (5–7, 13, 14), djembe (14)
- Ethan Johns – batterie (5), percussion (5), iPad Tambora app (9), guitare (13)
- Paul Epworth – batterie (1, 4, 12)
- Eliza Marshall, Anna Noakes – flûte (8)
- Jamie Talbot – saxophone ténor
- Dave Bishop – saxophone bariton
- Steve Sidwell (musician) – trompette
- Giles Martin – tappements de pieds (8)
- Famille McCartney - chœurs 8)
- Cathy Thompson, Laura Melhuish, Patrick Kiernan, Nina Foster – violon
- Peter Lale, Rachel Robsin – alto
- Caroline Dale, Katherine Jenkinson, Chris Worsey – violoncelle
- Richard Pryce, Steve McManus – contrebasse

## Classement par pays
| Classement (2013)                    | Meilleure position |
| ------------------------------------ | ------------------ |
| Allemagne Classement album           | 6                  |
| Australie Classement album           | 22                 |
| Autriche Top 40 album                | 6                  |
| Belgique Classement album (Flandre)  | 6                  |
| Belgique Classement album (Wallonie) | 3                  |
| Canada Classement album              | 3                  |
| Croatie Classement album             | 5                  |
| Danemark Album Top 40                | 2                  |
| Espagne Top 100 album                | 8                  |
| Finlande Classement album            | 27                 |
| France Classement album              | 2                  |
| Hongrie Top 40 album                 | 18                 |
| Italie Classement album              | 4                  |
| Japon Classement album               | 2                  |
| Norvège Classement album VG-lista    | 1                  |
| Pays-Bas Mega Album Top 100          | 6                  |
| Pologne Top 50 album                 | 18                 |
| République tchèque Top 50 album      | 6                  |
| Suède Classement album               | 9                  |
| Suisse Top 100 album                 | 12                 |
| Royaume-Uni Classement album         | 3                  |
| États-Unis Billboard 200             | 3                  |